# Edhar Alachnowicz
Edhar Alachnowicz (biał. Эдгар Аляхновіч, ros. Эдгар Олехнович, Edgar Olechnowicz; ur. 17 maja 1987 w Brześću) – białoruski piłkarz grający na pozycji pomocnika. Obecnie występuje w BATE Borysów.

## Statystyki
(stan na 6 czerwca 2010 - po 12 kolejce ligowej)
| Klub          | Sezon         | Liga             | Ligi krajowe | Ligi krajowe | Puchary krajowe | Puchary krajowe | Puchary kontynentalne | Puchary kontynentalne | Łącznie | Łącznie | Łącznie |
| Klub          | Sezon         | Liga             | Mecze        | Bramki       | Mecze           | Bramki          | Mecze                 | Bramki                | Mecze   | Bramki  |         |
| ------------- | ------------- | ---------------- | ------------ | ------------ | --------------- | --------------- | --------------------- | --------------------- | ------- | ------- | ------- |
| Dynama Brześć | 2007          | Wyszejszaja liha | 4            | 0            | 1               | 0               | –                     | –                     | 5       | 0       |         |
| Dynama Brześć | 2008          | Wyszejszaja liha | 24           | 4            | 1               | 0               | –                     | –                     | 25      | 4       |         |
| Dynama Brześć | 2009          | Wyszejszaja liha | 26           | 0            | 1               | 0               | –                     | –                     | 27      | 0       |         |
| BATE Borysów  | 2009          | Wyszejszaja liha | –            | –            | 5               | 1               | –                     | –                     | 5       | 1       |         |
| BATE Borysów  | 2010          | Wyszejszaja liha | 11           | 0            | 1               | 0               | –                     | –                     | 12      | 0       |         |
| Suma          | Dynama Brześć | Dynama Brześć    | 54           | 4            | 3               | 0               | –                     | –                     | 57      | 4       |         |
| Suma          | BATE Borysów  | BATE Borysów     | 11           | 0            | 1               | 0               | –                     | –                     | 12      | 0       |         |